# Claudio Naranjo

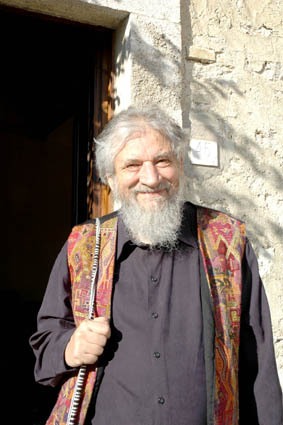
Claudio Naranjo (2007)

Claudio Benjamín Naranjo Cohen (* 24. November 1932 in Valparaíso; † 12. Juli 2019 in Berkeley) war ein chilenisch-US-amerikanischer Psychiater und Gestalttherapeut, der als Pionier der Kombination von Psychotherapie und Spiritualität gilt. Von Fritz Perls, dem Gründer der Gestalttherapie, wurde er als einer seiner drei Nachfolger benannt. Zudem sorgte er für die Verbreitung der Persönlichkeitstypologie des Enneagramm in der westlichen Welt.

## Leben
Claudio Naranjo wuchs in einer musikalischen Familie auf und beschäftigte sich mit Kompositionslehre, seine Familie hatte sephardisch maurische Wurzeln. Er studierte – nach dem Besuch der Schulen in Valparaíso und Santiago de Chile – das Fach Medizin. 1959 wurde er promoviert. Während dieser Zeit gingen Einflüsse aus von dem chilenisch-deutschen Bildhauer Tótila Albert Schneider (1892–1967), dem Lyriker David Rosenmann-Taub und dem Philosophen Bogumil Janowski. Nach der Promotion arbeitete Naranjo an der medizinischen Fakultät der Universität von Chile in einem Forschungsprojekt für medizinische anthropologische Studien (Centro de Estudios de Antropología Médica (CEAM)), das unter der Leitung von Francisco Hoffmann Lachnit stand. Gleichzeitig absolvierte er eine Ausbildung zum Facharzt für Psychiatrie. Mit Rolando Mario Toro Araneda verband ihn aus dieser Zeit eine lebenslange Freundschaft.
Im Auftrag der Universität von Chile ging er an die Ohio Staatsuniversität im US-amerikanischen Columbus, um bei Samuel Renshaw und Hoyt Sherman den Zusammenhang von Wahrnehmung und Erkenntnis („perceptual learning“) kennenzulernen. Als Stipendiat lernte Naranjo an der Universität Harvard die Persönlichkeitstheorie von Henry Murray und die Motivationstheorie von David McClelland kennen. Hier nahm Naranjo auch an Seminaren von Gordon Allport teil, und er war ein Student von Paul Tillich. Danach war er ein Kollege von Raymond Cattell in dessen Institut für Persönlichkeits- und Leistungstests. Es folgte an der Berkeley University ein Studienaufenthalt, den die Guggenheim-Stiftung finanzierte.
Zunächst reiste Naranjo aus familiären Gründen (seine Mutter benötigte eine augenärztliche Behandlung) Anfang der 1960er Jahre zum ersten Mal in die USA. Während seines Aufenthaltes in Boston hatte er in Harvard den Psychologen Frank Barron (1922–2002) kennengelernt. Als Naranjo später ein Guggenheim-Stipendium erwarb, lud Frank Barron ihn nach Berkeley ein, wo er die Bekanntschaft mit dem Anthropologen Michael Harner machte. Harner beschäftigte sich mit den indigenen Jivaro des Amazonasbeckens und deren Verwendung der Yage-Rebe als psychotrope Ritualsubstanz. Über die Bekanntschaft zu Michael Harner wiederum bekam Naranjo Kontakt zu einem Doktoranden der UCLA namens Carlos Castaneda. In den Jahren nach 1960 lernte Naranjo also Carlos Castaneda und mehr noch die Gestalttherapie durch Fritz Perls und Jim Simkin kennen. In dieser Zeit gehörte sie, u. a. m. zum Esalen-Institut im kalifornischen Big Sur. Und er besuchte Charlotte Selvers Workshops über sensorisches Bewusstsein.
1967 kehrte Claudio Naranjo nach Chile zurück. Im selben Jahr stellte er auf einer LSD-Konferenz, die von der University of California veranstaltet wurde, seine Forschungsergebnisse einer durch das halluzinogene Ibogain unterstützten Psychotherapie vor. In Chile arbeitete Naranjo an der Universität.
Naranjo war wiederum am Esalen-Institut tätig. Als Fritz Perls im Jahr 1969 das Institut verließ, um eine Gestalt-Gemeinschaft am Lake Cowichan auf den kanadischen Vancouver Island zu gründen, wurde Naranjo einer von insgesamt drei Nachfolgern. Im selben Jahr übernahm er Aufgaben am Forschungszentrum für Erziehungsfragen (Education Policy Research Center) am Stanford Research Institute. Hier entstand Naranjos erstes Buch, das unter dem Titel The One Quest erschien. Im Auftrag von Ravenna Helson untersuchte er außerdem matriarchale und patriarchale Faktoren, wie sie in unterschiedlichen Büchern repräsentiert werden. Helson hatte diese Differenzen zwischen Autoren von mathematischen Werken einerseits und Autoren von Kinderbüchern andererseits entdeckt. Die Untersuchungsergebnisse führten viele Jahrzehnte später zur Veröffentlichung des Buches Das göttliche Kind und der Held. In seiner Tätigkeit am Esalen-Institut wirkte er auf eine Vielzahl von den dort mit praktizierenden Teilnehmern und Besuchern ein, so etwa A. H. Almaas, Rolando Toro, Oscar Ichazo.
Nach dem Unfalltod seines einzigen Sohnes am 28. März 1970 zog sich Claudio Naranjo – gemeinsam mit vierzig Pilgern – zu einer spirituellen Klausur in die Atacamawüste nahe Arica für sechs Monate zurück. Die Leitung dieser Klausur lag bei Oscar Ichazo, der 1968 die Arica School gegründet hatte. Naranjo lernte das Enneagramm kennen und machte spirituelle und kontemplative Erfahrungen. Ende 1970 vermittelte er diese Erfahrungen erstmals an eine kleine Gruppe, der auch seine Mutter angehörte. Im September 1971 begann seine Arbeit in Berkeley, aus der schließlich die Gründung des SAT-Institutes entstand. 1976 war Naranjo für zwei Semester Gastprofessor an der University of California, Santa Cruz. Ab dieser Zeit war er international tätig und setzt seine SAT-Programme – eine Verbindung psychotherapeutischer Arbeit mit dem Enneagramm – in die Praxis um, so in den USA, in Spanien, Argentinien, Italien, Kolumbien, Brasilien und Deutschland.
Claudio Naranjo starb im Juli 2019 im Alter von 86 Jahren in Kalifornien.

## Position
Naranjo war ein Vertreter des US-amerikanischen Human Potential Movement und der Fourth Way-Bewegung. Entscheidend für Naranjo waren die Kontakte zu Oscar Ichazo, der ihn in das Enneagramm einführte. Diese Initiation und die Begegnungen mit spirituellen Persönlichkeiten wie Idries Shah und Tarthang Tulku Rinpoche veranlassten Naranjo zur Gründung seiner Schule für psycho-spirituelle Entwicklung, genannt SAT (Seekers After Truth – Sucher nach der Wahrheit und auch (Da-)Sein auf Sanskrit).

## Veröffentlichungen
- On the Psychology of Meditation. Gemeinsam mit Robert E. Ornstein. The Viking Press, New York 1971.
  - Deutsche Ausgabe: Psychologie der Meditation. Gemeinsam mit Robert E. Ornstein. Übersetzt aus dem amerikanischen Englisch von Michel Klostermann. Fischer, Frankfurt am Main 1978, ISBN 3-596-21811-X.
- The One Quest. Viking Press, New York 1972.
- Die Reise zum Ich. Psychotherapie mit heilenden Drogen. Behandlungsprotokolle. Übersetzt aus dem amerikanischen Englisch von Modeste zur Nedden-Pferdekamp. Fischer, Frankfurt am Main 1979, ISBN 3-596-23381-X.
- Character and Neurosis. An Integrative View. City Gateways, Nevada 1994.
- Gestalt. Präsenz, Gewahrsein, Verantwortung. Grundhaltung und Praxis einer lebendigen Therapie. Übersetzt aus dem amerikanischen Englisch von Matthias Schossig. Arbor, Freiamt 1996, ISBN 3-924195-25-0.
- Gesänge der Erleuchtung. Die spirituelle Entschlüsselung grosser Dichtungen. Übersetzt aus dem amerikanischen Englisch von Matthias Schossig. Hugendubel, München 1996, ISBN 3-89631-165-4.
- Wandlung durch Einsicht. Die Enneagrammtypen im Leben, in der Literatur und in klinischer Praxis. Via Nova, Petersberg 1999.
- Gestalt Therapy. The Attitude and Practice of an Atheoretical Experientialism. Wales Published by Crown House, 2000, ISBN 1-899836-54-3.
- Das Ende des Patriarchats und das Erwachen einer drei-einigen Gesellschaft. Via Nova, Petersberg 2000, ISBN 3-928632-65-5.
- Erkenne dich selbst im Enneagramm. Die 9 Typen der Persönlichkeit. Kösel, Kempten 2001, ISBN 3-466-34316-X.
- Das göttliche Kind und der Held. Die tiefere Bedeutung von Kinderliteratur. Via Nova, Petersberg 2002, ISBN 3-928632-96-5.
- Die Heilung der Zivilisation. Wie die persönliche Transformation durch Erziehung und Integration der intrapsychischen Familie auf die Gesellschaft übertragen werden kann. One World Press, 2013.
- Das patriarchale Ego. Lit, Berlin 2013.
- Charakter und Neurose. Eine integrative Sichtweise. Springer, Berlin 2017, ISBN 978-3-658-15610-7.
- Die innere Musik. Essays über musikalische Hermeneutik. Aus dem Spanischen von Josephine Désirée Eisenmann. Hollitzer, Wien 2019, ISBN 978-3-99012-563-2.
- Tótila Albert. Prophet des Dreimal Unser. Aus dem Spanischen übersetzt von Bettina Deuster-Hesse. Hollitzer, Wien 2022, ISBN 978-3-99012-608-0.